# 214715 Silvanofuso
214715 Silvanofuso è un asteroide della fascia principale. Scoperto nel 2006, presenta un'orbita caratterizzata da un semiasse maggiore pari a 3,0200914 UA e da un'eccentricità di 0,0957739, inclinata di 9,92309° rispetto all'eclittica.
L'asteroide è dedicato al chimico e divulgatore italiano Silvano Fuso.